# Березень (Румунія)
Березень, Березені (рум. Berezeni) — село у повіті Васлуй в Румунії. Адміністративний центр комуни Березень.
Село розташоване на відстані 268 км на північний схід від Бухареста, 43 км на південний схід від Васлуя, 97 км на південний схід від Ясс, 105 км на північ від Галаца.

## Населення
За даними перепису населення 2002 року у селі проживали 2630 осіб, усі — румуни. Рідною мовою 2629 осіб (> 99,9 %) назвали румунську.